# Ланча Треви
Ланча Бета Треви е италиански триобемен автомобил, построен върху основата на Ланча Бета.

## История
През 80-те години на ХХ век, след асоциирането с Фиат, Ланча трябва да допълни липсващите в гамата си автомобили. Новите компактни модели носят големи успехи и така желаното връщане на легендарната италианска марка на подиума. Ланча Бета е нещо средно между седан и хечбек. На нейна база са построени комби версия и купе. През края на 70-те години ръководството на Ланча предлага на Фиат връщането на компанията във високия клас. Така торинските инженери работят върху нов седан на базата на доказана платформа. Името на модела идва от Tre-V или казано триобемна лимузина. Автомобилът използва компоненти от големите седани на концерна Фиат. Главният инженер по проекта е Серджо Камуфо. Автомобилът се лансира първо на пазарите в Италия. Следват успехите на модела в големия Европейски пазар и най-вече във Великобритания и Германия. Кодовото име на автомобила е Типо 828. Освен положителните отзиви редица журналисти и членове на фен клубове на марката в Обединеното кралство засягат въпроса за ролята на Фиат върху моделите на марката.

## Дизайн
Автомобилът притежава типичната форма за седаните на Ланча. Масивно купе и широка предна решетка. Предните фарове са подобни на тези на Ланча Бета, но една идея по-широки. Задните фарове за първи път са хоризонтално разположени в стил на известни премиум марки от Стария континент и Северна Америка. Дизайнерска хоризонтална линия разделя горната и долната част на купето. Стените зад втория ред врати са декорирани. Ръкохватките наподобяват типичните за 80-те години елементи на автомобилите Ланча.

## Технически характеристики
Двигателите на модела са 1.6 и 2.0. Мощността на бензиновите двигатели е от 74 до 101 к.с. Максималната скорост е от 176 km/h до 191 km/h.

## Производство
Ланча Бета Треви се произвежда във фабриката на Ланча в Кивиасо между 1980 и 1984 г. Произведени са 40 628 автомобила.